# Taroum
Taroum ist ein Dorf in der Landgemeinde Tondikiwindi in Niger.

## Geographie
Das Dorf befindet sich rund 35 Kilometer nordöstlich des Hauptorts Tondikiwindi der gleichnamigen Landgemeinde, die zum Departement Ouallam in der Region Tillabéri gehört. Zu weiteren Siedlungen in der Umgebung von Taroum zählen Kouara Kéri im Nordwesten, Darey im Süden, Kokaïna und Tougfouni im Südwesten sowie Mangaïzé im Westen.
Es herrscht das Klima der Sahelzone vor, mit einer durchschnittlichen jährlichen Niederschlagsmenge zwischen 300 und 400 mm. Taroum liegt am Rand des Trockentals Arikiley, einem Nebental des Kori de Ouallam. Im Wald von Taroum wachsen Flügelsamengewächse. Er steht unter Naturschutz.

## Geschichte

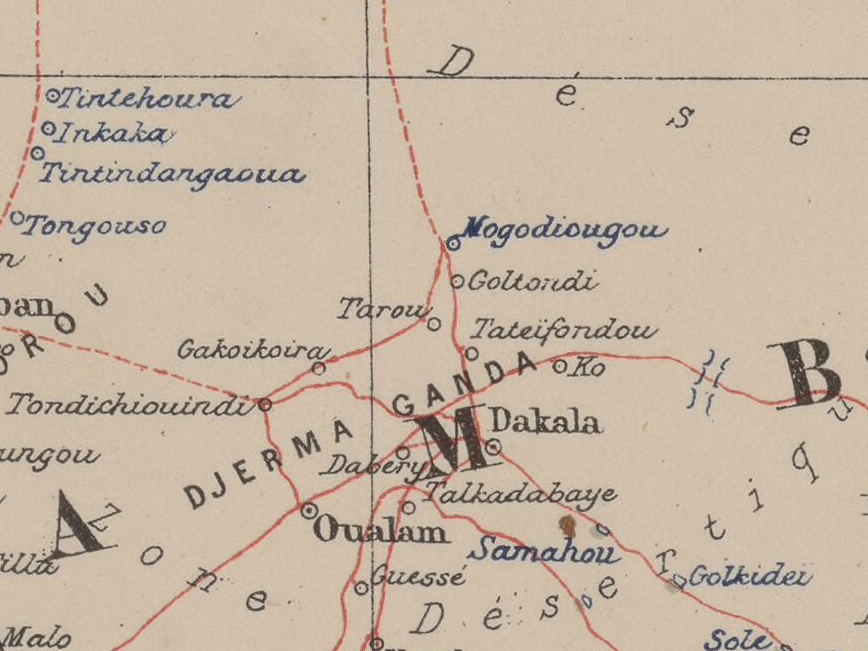
Ausschnitt einer Karte von 1903 mit Taroum (Tarou) im Zentrum

Infolge der Hungersnot von 1984 flüchteten 20 Familien aus Taroum in die Hauptstadt Niamey. Der überwiegende Teil dieser Familien ließ sich in spontanen Behausungen in einem Taroum benannten Sektor des Stadtviertels Koira Tagui nieder.
Mutmaßlich Angehörige der Terrorgruppe Islamischer Staat in der Größeren Sahara (ISGS) setzten am 13. Februar 2020 die Dorfschule in Brand und verübten einen Sabotageakt am Telekommunikationsnetz. Am 21. Dezember 2020 griffen Terroristen die Streitkräfte Nigers in Taroum an. Dabei wurden fünf Soldaten getötet und zwei verletzt sowie vier der Angreifer getötet. Am 8. Januar 2023 töteten die staatlichen Sicherheitskräfte bei Taroum nach eigenen Angaben vier Islamischer-Staat-Kämpfer und verhafteten drei weitere, wobei bei der Aktion auch zwei Soldaten starben.

## Bevölkerung
Bei der Volkszählung 2012 hatte Taroum 1607 Einwohner, die in 160 Haushalten lebten. Bei der Volkszählung 2001 betrug die Einwohnerzahl 1239 in 128 Haushalten und bei der Volkszählung 1988 belief sich die Einwohnerzahl auf 1701 in 146 Haushalten.

## Wirtschaft und Infrastruktur
In Taroum wird ein Wochenmarkt abhalten. Mit einem Centre de Santé Intégré (CSI) ist ein Gesundheitszentrum im Ort vorhanden. Es gibt eine Grundschule. Das nigrische Unterrichtsministerium richtete 1996 gemeinsam mit dem Welternährungsprogramm der Vereinten Nationen zahlreiche Schulkantinen in von Ernährungsunsicherheit betroffenen Zonen ein, darunter eine für Kinder transhumanter Hirten in Taroum.